# Candaules, King of Lydia, Shews his Wife by Stealth to Gyges, One of his Ministers, as She Goes to Bed
Candaules, King of Lydia, Shews his Wife by Stealth to Gyges, One of his Ministers, as She Goes to Bed, também conhecida como The Imprudence of Candaules, é uma pintura a óleo do artista inglês William Etty, exibida pela primeira vez em 1830. Retrata uma cena de Histórias de Heródoto, na qual Candaules, rei de Lídia, convida o seu guarda-costas Giges a esconder-se no quarto do casal e observar a sua esposa Níssia a despir-se, para lhe mostrar a sua beleza. Níssia repara que Giges a observa escondido, e desafia-o a matar Candaules ou a ele próprio como castigo; Giges escolhe matar Candaules e tomar o seu lugar como rei. A pintura mostra o momento em que Níssia, aínda sem saber que estava a ser observada apenas pelo seu marido, despe a sua última peça de roupa.
Etty esperava que os espectadores retirassem da pintura uma lição de moral em que as mulheres não são bens móveis e que os homens que violem os seus direitos serão castigados justamente, mas o artista não se esforçou por explicar esta mensagem à sua audiência. A pintura foi alvo imediato controvérsia, e entendida como uma combinação cínica de uma imagem pornográfica com uma narrativa violenta e desagradável, e foi rotulada como uma peça imoral do tipo que se esperaria de um artista estrangeiro, e não de um britânico. Foi comprada por Robert Vernon na sua exibição e, em 1847, foi uma de muitas pinturas dadas por Vernon à nação. A reputação do trabalho manteve-se polémica nos anos seguintes, e quando o The Art Journal comprou os direitos de cópia da colecção de Vernon, não comercializou as reproduções de Candaules. Em 1929, encontrava-se entre várias pinturas transferidas para a recentemente remodelada Tate, onde permanece (2017).